# Cristaperla eylesi
Cristaperla eylesi är en bäcksländeart som beskrevs av Mclellan 1991. Cristaperla eylesi ingår i släktet Cristaperla och familjen Notonemouridae. Inga underarter finns listade i Catalogue of Life.